# Ludvig-Hjalmar Johansen
Ludvig-Hjalmar Johansen (Moss, 25 februari 1872 – aldaar, 22 februari 1914) was werkzaam als scheepstimmerman tijdens de Belgica-expeditie (1897-1899) onder leiding van Adrien de Gerlache. Deze expeditie naar Antarctica werd internationaal bekend om zijn wetenschappelijke resultaten. De bemanning was bovendien de eerste die de winter op Antarctica doorgebracht.

## Biografie

### Belgica-expeditie (1897-1899)

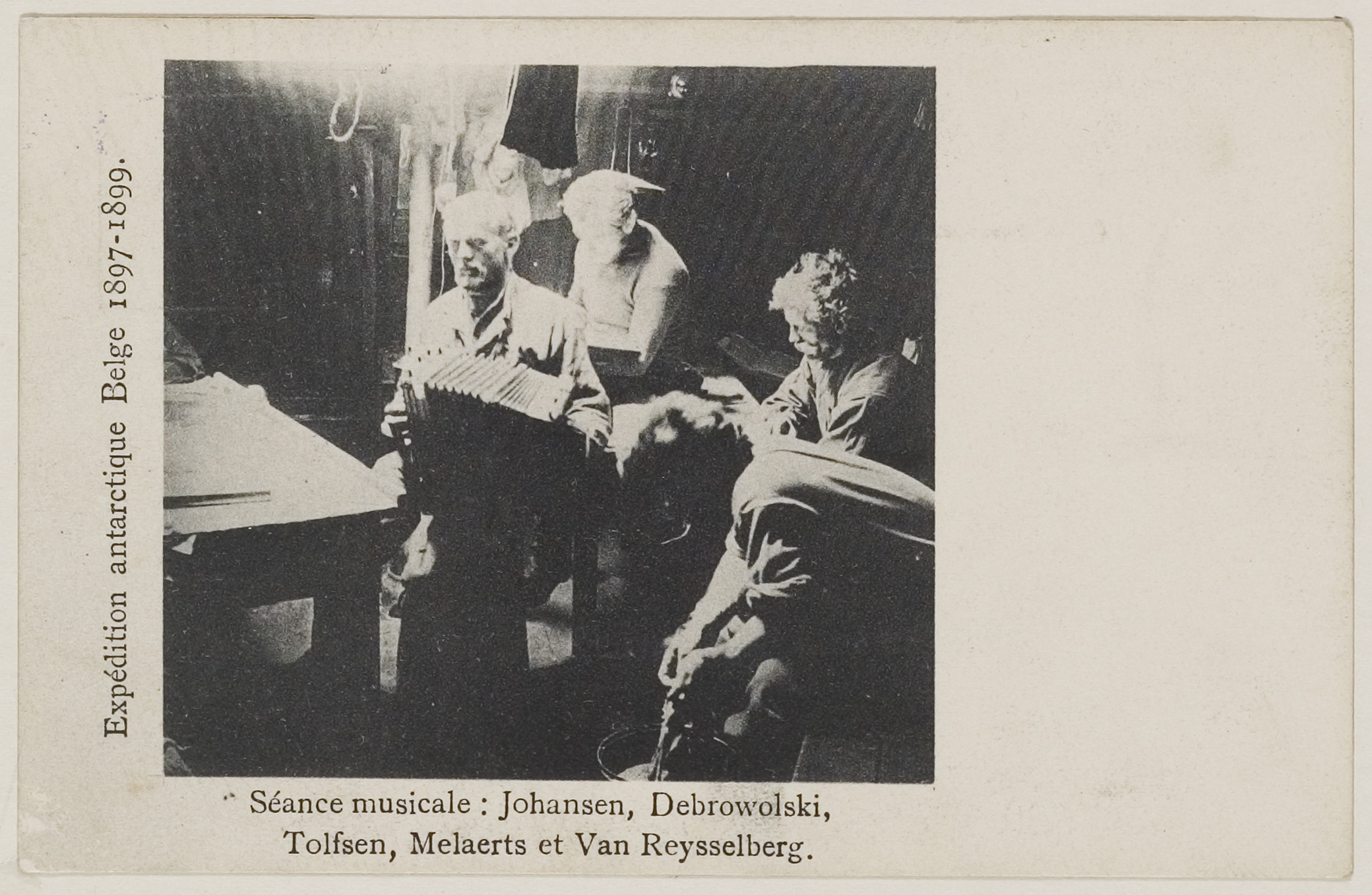
Johansen in het gezelschap van Debrowolski, Tolfsen, Melaerts en Van Rysselberghe op de Belgica.

Ludvig-Hjalmar Johansen werd aangeworven nadat enkele bemanningsleden het schip in Oostende hadden verlaten, omdat de Belgica al kort na vertrek uit Antwerpen diende hersteld te worden. Daarop ging de Gerlache naar Antwerpen om nieuw personeel zoeken. Johansen nam de plaats in als vervangend scheepstimmerman, een andere Noor, Knudsen, werd aangenomen als matroos. Johansen ging graag op zwier in de havens die de Belgica onderweg naar het Zuiden aandeden. Zo werd hij door ongehoorzaam gedrag nagenoeg ontslagen in Punta Arenas. Uiteindelijk bleef het, in tegenstelling tot andere bemanningsleden die effectief ontslagen werden, bij een waarschuwing. Toch herinnerde matroos Jean Van Mirlo hem als "de scheepstimmerman die uit hetzelfde vikinghout was gesneden als Adam Tollefsen, hij was een geboren zeeman en doorgoed mens die leefde voor schip en zee". Johansen was tijdens de overwintering van de Belgica, die gedurende dertien maande vast kwam te zitten in het ijs, verantwoordelijk voor het onderhoud van het astronomisch laboratorium. Hij stond ook bekend als bekwaam accordeonspeler en pinguïnjager. 
Johansen kreeg van het centrale comité van Koninklijk Belgisch Aardrijkskundig Genootschap als dankbetuiging voor de wetenschappelijke verdiensten en opoffering van de bemanningsleden een bronzen medaille.

### Latere leven
Ludvig-Hjalmar Johansen trouwde in 1900 met Hilda Jeanette Martinsdatter Stensrud, waarmee hij zes kinderen kreeg. Hij stierf op 22 februari 1914 in Moss in Noorwegen.